# Казимир (село)
Вижте пояснителната страница за други значения на Казимир.
Казимир е село в Североизточна България. То се намира в община Силистра, област Силистра.

## География
Село Казимир се намира на 18 километра югозападно от град Силистра. Климатът е умерено – континентален. Влиянието на река Дунав е слабо. През лятото в района често стават засушавания.
Селото е разположено на двата склона на дол, обърнат на север.
Почвата в землището на селото е черноземна, на места примесена с глина. Подпочвени води има на дълбоко и в малки количества.

## История
От падането на България под турска власт до 1853 година, когато от южна България пристигат изселници, в Казимир са живели само българи.
През 1913 година заедно с цялата околия Казимир е под румънско владение до 1940 година. В този период в Добруджа действа съпротива срещу румънските поробители, в която вземат участие и жители на Казимир. През 1950 година се основава ТКЗС. Хората, живеещи в Казимир, са работили предимно като полевъди, механизатори и животновъди. По късно започва преселението в града. Днес в селото живеят около 200 души предимно в пенсионна възраст.

## Население
Численост на населението според преброяванията през годините:
| \| Година на преброяване \| Численост \| \| --------------------- \| --------- \| \| 1934 \| 605 \| \| 1946 \| 705 \| \| 1956 \| 633 \| \| 1965 \| 458 \| \| 1975 \| 223 \| \| 1985 \| 141 \| \| 1992 \| 125 \| \| 2001 \| 157 \| \| 2011 \| 116 \| \| 2021 \| 89 \| |           |
| Година на преброяване | Численост |
| 1934 | 605       |
| 1946 | 705       |
| 1956 | 633       |
| 1965 | 458       |
| 1975 | 223       |
| 1985 | 141       |
| 1992 | 125       |
| 2001 | 157       |
| 2011 | 116       |
| 2021 | 89        |

### Етнически състав
Преброяване на населението през 2011 г.
Численост и дял на етническите групи според преброяването на населението през 2011 г.:
|                     | Численост | Дял (в %) |
| Общо                | 116       | 100.00    |
| Българи             | 110       | 94.82     |
| Турци               | 0         | 0.00      |
| Цигани              | 6         | 5.17      |
| Други               | 0         | 0.00      |
| Не се самоопределят | 0         | 0.00      |
| Неотговорили        | 0         | 0.00      |

## Други
Към клуба на пенсионера и инвалида има певческа група, която представя успешно селото на регионално и републиканско ниво при различни културни изяви.

### Кухня
За кулинарните умения на казимирските домакини може да се съди по приготвянето на Гергьовденското агне, което се пече все още на жарава, в специални за целта пещи.